# The Enemy
The Enemy — англійський рок-гурт/квартет, створений в Ковентрі в 2006 році). 2007 року гурт випустив дебютний альбом «We'll Live and Die in These Towns», який посів 1 місце в чарті Альбомів Великої Британії 2007 року. Їх другий альбом Music for the People (2009) посів 2 позицію в чарті Альбомів Великої Британії 2008 року.

## Історія створення
Гурт був створений вокалістом Томом Кларком, барабанщиком Лаймом Ватсом та двома
гітаристами Енді Хопкінсом та Крісом Алленом у 2006 році.
На творчість гурту вплинули такі гурти, як Oasis, The Fratellis, Kasabian, The Paddingtons, Ash, Manic Street Preachers та Stereophonics, з якими вони також гастролювали по містах Великої Британії.

## Стиль музики
В цілому гурт наслідує творчість інді-рок (The Libertines, The Jam, Pulp) та панк-рок гуртів (The Clash), але манера виконання більше схожа на «Мелодичний інді-рок». Музичні критики відносять гурт до виконавців альтернативного року.

## Склад гурту
- Tom Clarke — вокал, гітара, фортепіано
- Liam Watts — барабани
- Andy Hopkins — бас-гітара, вокал
- Chris Allen — ритм-гітара

## Дискографія

### Альбоми
- We'll Live and Die in These Towns (2007, No. 1 UK — Платиновий)
- Music for the People (2009, No. 2 UK — Золотий)
- Streets in the Sky (2012, No. 4 UK)

### Сингли
- «It's Not OK» (2007, Limited Edition Vinyl)
- «Away from Here» (2007, #8 UK)
- «Had Enough» (2007, No. 4 UK)
- «You're Not Alone» (2007, No. 18 UK)
- «We'll Live and Die in These Towns» (2007, No. 21 UK)
- «This Song» (2008, No. 41 UK)
- «No Time for Tears» (2009, No. 16 UK)
- «Sing When You're in Love» (2009, No. 122 UK)
- «Be Somebody» (Download Only) — (2009, No. 193 UK)
- «Gimme The Sign» (free download) (2012)
- «Saturday» (2012)
- «Like a Dancer» (2012)

### Відео
| Рік  | Назва                             |
| ---- | --------------------------------- |
| 2006 | 40 Days & 40 Nights               |
| 2006 | It's not OK                       |
| 2007 | Away from here                    |
| 2007 | Had enough                        |
| 2008 | This Song is about You            |
| 2008 | You're not alone                  |
| 2008 | We'll Live and Die in These Towns |
| 2009 | No time for tears                 |
| 2009 | Sing where you're in love         |
| 2009 | Be Somebody                       |
| 2011 | 1,2,3,4                           |
| 2012 | Saturday                          |
| 2012 | Gimme The Sign                    |
| 2012 | Like A Dancer                     |

## Нагороди
- Q Awards, NME Awards — найкращий гурт, створений 2006 року.
- XFM Awards — Найкращий дебютний альбом 2007 року.